# Henricus van Roijen

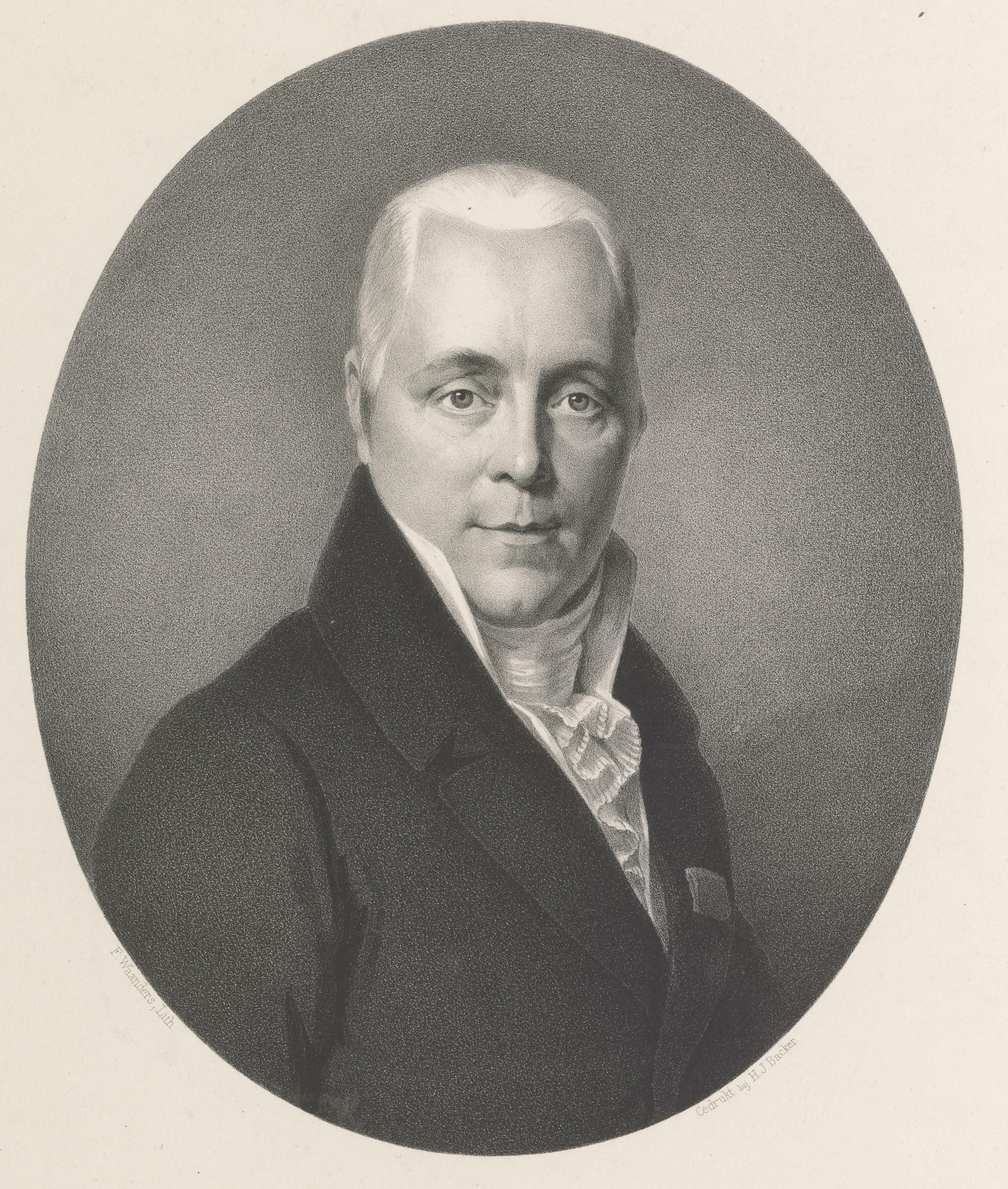
Van Roijen

Henricus van Roijen (ook geschreven als Hendrik van Royen) (Noordwijk, 10 december 1760 – Den Haag, 16 juli 1844) was een Nederlands letterkundige, auteur en politicus.
Van Roijen groeide op in Noordwijk en was de zoon van predikant Abraham van Roijen. Hij doorliep de Latijnse school in Leiden en studeerde letterkunde aan de Hoogeschool te Leiden. Vanaf zijn studententijd was hij goed bevriend met hoogleraar Johannes van der Palm. Hij was werkzaam als rector op de Latijnse school in Vlissingen. Ook was hij werkzaam als administrateur der Posterijen.
Van Roijen, een orangist, was in 1803 lid van de Raad van Marine voor hij toetrad tot de Staatsraad onder Rutger Jan Schimmelpenninck. In die hoedanigheid was hij van 1 mei 1805 tot 16 september 1805 ad interim secretaris van Staat van Marine voor Carel Hendrik Ver Huell. Onder Willem I der Nederlanden werd hij benoemd als staatsraad in gewone dienst.
Op 5 juli 1808 werd hij geïnstalleerd als correspondent-instituut, Derde Klasse van het Koninklijk Instituut van Wetenschappen. Ook schreef hij zijn hele leven poëzie in het Latijn en het Nederduits. Zij bekendste werk is een lofdicht op Michiel de Ruyter (1792). Henricus van Roijen was ridder in de Orde van de Nederlandse Leeuw en werd later commandeur in de Orde van de Nederlandse Leeuw. Hij was gehuwd met Anna Maria Lonyssen.
- Biografisch Portaal: 20767732
- Digitale Bibliotheek voor de Nederlandse Letteren: roye008
- International Standard Name Identifier: 0000 0003 9738 791X
- Nederlandse Thesaurus van Auteursnamen: 07010946X
- Parlement.com: vg09llzozfwl
- Virtual International Authority File: 15119173
- WorldCat: E39PBJdmpxfWj3m4Jk6P9H3vpP